# Neoadjuvantno zdravljenje
Neoadjuvantno zdravljenje ali predoperativno zdravljenje je kemoterapija (neoadjuvantna kemoterapija) ali obsevanje (neoadjuvantna radioterapija), ki se uporabi pred operacijo raka, ki zmanjša velikost tumorja. Pri nekaterih vrstah raka se lahko kot neoadjuvantno zdravljenje uporabljajo tudi hormonska zdravila (na primer pri zdravljenju raka dojke ali mod).
Neoadjuvantno zdravljenje se običajno uvede pri lokalno razširjenem raku, z namenom, da se zmanjša obseg vidne bolezni in uniči mikrozasevke, s tem pa je potreben nato manj obsežen in manj mutilirajoč kirurški poseg. Pri večini primerov raka je temeljna oblika zdravljenja bodisi kirurški poseg ali obsevalno zdravljenje z namenom odstranitve tumorskega tkiva. V nekaterih primerih pa je potrebno predhodno neoadjuvantno zdravljenje. Z neoadjuvantnim zdravljenjem se poskuša doseči zmanjšanje tumorja na velikost, ki omogoča radikalni kirurški poseg (popolno odstranitev rakavega tkiva), v nekaterih primerih pa je tumor sploh prevelik, da bi bila operacija brez predhodnega neoadjuvantnega zdravljenja smiselna.